# Květoslava Bernášková
Květoslava Bernášková (* 25. června 1931) byla česká a československá politička Komunistické strany Československa a poslankyně Sněmovny národů Federálního shromáždění za normalizace.

## Biografie
K roku 1976 se profesně uvádí jako jeřábnice. Ve volbách roku 1976 zasedla do české části Sněmovny národů (volební obvod č. 30 – Ústí nad Labem-Litoměřice, Severočeský kraj). Mandát obhájila ve volbách roku 1981 (obvod Ústí nad Labem-Litoměřice). Ve Federálním shromáždění setrvala do konce funkčního období, tedy do voleb roku 1986.